# Окинс, Хейли
Хейли Лиэнн Окинс (англ. Hayley Leanne Okines; 3 декабря 1997, Аррингтон, Саут-Кембриджшир, Великобритания — 2 апреля 2015, Бексхилл-он-Си, Восточный Суссекс) — английская девушка, страдавшая редчайшим генетическим заболеванием — прогерией. Окинс написала книгу о своём опыте и распространила по миру информацию о прогерии. Она скончалась в 17-летнем возрасте.

## Биография
Хейли родилась в 1997 году в Саут-Кембриджшире в семье Марка и Кэрри Окинсов. В результате врождённой прогерии её тело старело в восемь раз быстрее обычного. Прогерия встречается примерно у одного из четырёх миллионов, по другим данным 20 миллионов человек, лечения от неё нет. Изначально врачи предполагали, что Хейли проживёт не более 13 лет. Это средняя продолжительность жизни лиц с таким диагнозом.
Окинс занималась распространением информации и повышением осведомлённости о прогерии. Она много раз появлялась на телевидении в английских, американских и австралийских передачах. В 2004 году она встретилась с принцем Чарльзом. Впоследствии он писал, что был «впечатлён ее невероятным духом». В 2012 году Хейли опубликовала написанную совместно с матерью книгу Young at Heart: The Likes and Life of a Teenager With Progeria, рассказывающую о её детстве и борьбе с прогерией. В книге Хейли выразила мечту встретиться с певцом Джастином Бибером. После этого её друзья распространили об этом информацию в Твиттере, и Бибер пришёл к ней на 13-й День рождения. Она также встречалась с Кайли Миноуг.
Окинс принимала участие в экспериментальном лечении от прогерии в США, которое принесло некоторый положительный эффект. Она скончалась 2 апреля 2015 года. Ей было 17 лет, однако физически её тело было подобно телу женщины старше 100 лет.